# Jessicah Schipper
Jessicah Lee Schipper (Brisbane, 19. studenog 1986.) je australska plivačica.
Dvostruka je olimpijska pobjednica i višestruka svjetska prvakinja u plivanju.